# Слобода-Кучинка
Слобода-Кучинка (бел. Слабада́-Ку́чынка) — деревня в Копыльском районе Минской области Республики Беларусь. Административный центр Слобода-Кучинского сельсовета.

## География
Расположена в 14 километрах на северо-запад от Копыля, 108 километрах от Минска, имеет транспортную связь по шоссе Узда — Старица — Слобода-Кучинка, на западе и востоке от деревни расположены мелиорационные каналы.

### Гидрография
Река Выня.

## История
Известна с конца XVIII века в с Случьрецком, а затем Слуцком уезде Минской губернии. В 1800 году в Игуменском уезде, в деревне было 50 дворов, проживали 330 жителей, имелись корчма, водяная мельница, деревянная православная капелла, владение Радзвивиллов.
С середины XIX века действовала православная церковь. В 1850-е годы в составе Пуковской волости того же уезда, имелся хлебозаготовительный магазин, питейный дом, церковь.
В 1907 году открыто 1-классное народное училище.
В 1909 году Пуковской волости Слуцкого уезда Минской губернии.
В декабре 1920 года открыта школа первой ступени в арендном здании, в котором в 1922 году работали 2 учителя, обучались 126 учеников. С 20 августа 1924 года Слобода-Кучинка — центр сельсовета. В начале 30-х годов создан колхоз «Заря свободы», имелись 2 ветряка, маслозавод, кузня. С 1932 года работал ясли-сад, издавалась настенная газета «За первенство».
В Великую Отечественную войну с 27 июня 1941 года деревня оккупирована немецко-фашистскими войсками, которые убили 8 ноября 1942 года 10 местных жителей. Оборонительные бои в районе деревни вела 10-я стрелковая дивизия. С 1943 года действовала подпольная молодёжно-комсомольская организация. Зимой 1944 года на территории сельсовета базировалась 27-я партизанская бригада имени Чкалова. 1 июля 1944 года деревня была освобождена от оккупантов, в боях против которых погибли 59 жителей. С 1981 года, деревня — центр совхоза «Крыница». С 1997 года действуют ветеринарный участок, ясли-сад, средняя школа, библиотека, дом быта, фельдшерско-акушерский пункт и пункт связи. С 2010 года также действуют 2 аптечных пункта, телефонная станция, стрелковый тир, спортивный зал. На 2007 год деревня является центром сельхозфилиала «Крыница» и ОАО «Минскрамстрой». В деревне располагается братская могила советских воинов.

## Население

### Численность
- 2018 год — 358 жителей

### Динамика
- 1800 год — 330 жителей;
- 1850 год — 592 жителя;
- 1897 год — 661 жителей;
- 1909 год — 693 жителей, 121 дворов (Слобода-Кученка)[2];
- 1917 год — 362 жителя;
- 1924 год — 764 жителя;
- 1960 год — 585 жителей;
- 1997 год — 539 жителей;
- 2007 год — 434 жителя;
- 2009 год — 368 жителей (перепись населения)[2];
- 2010 год — 403 жителя;
- 2018 год — 358 жителей[4].

## Культура
- Дом культуры
- Краеведческий музей «Гісторыка-краязнаўчы імя І.С. Трацэўскага» ГУО «Слободокучинская средняя школа»

## Достопримечательность
- Братская могила советских воинов.
- Братская могила партизан.

### Памятник, скульптура
- Памятник погибшим землякам в годы Великой Отечественной войны.
- Памятник-валун (2011). Мемориальная доска с памятными датами деревни (1707 – основание деревни; 1907 – начало народного образования; 1927 – строительство семилетки; 1930 – основание колхоза "Заря свободы"; 1957 – открытие средней школы; 1961 – основание совхоза "Криница"). Валун — географический объект, возраст — 30 тысяч лет.
- Мемориальная доска писателю А. Бабареко.

## Галерея

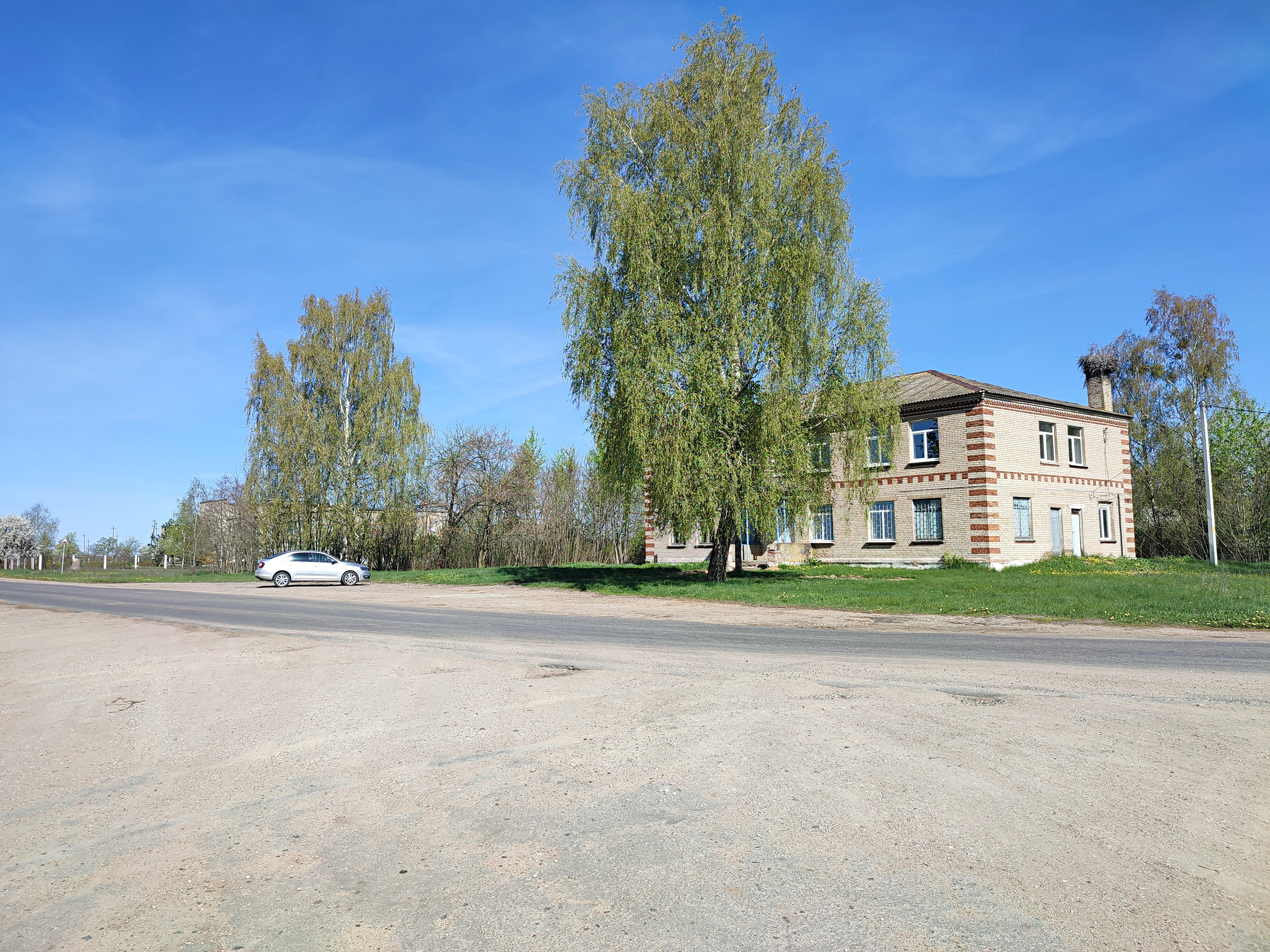
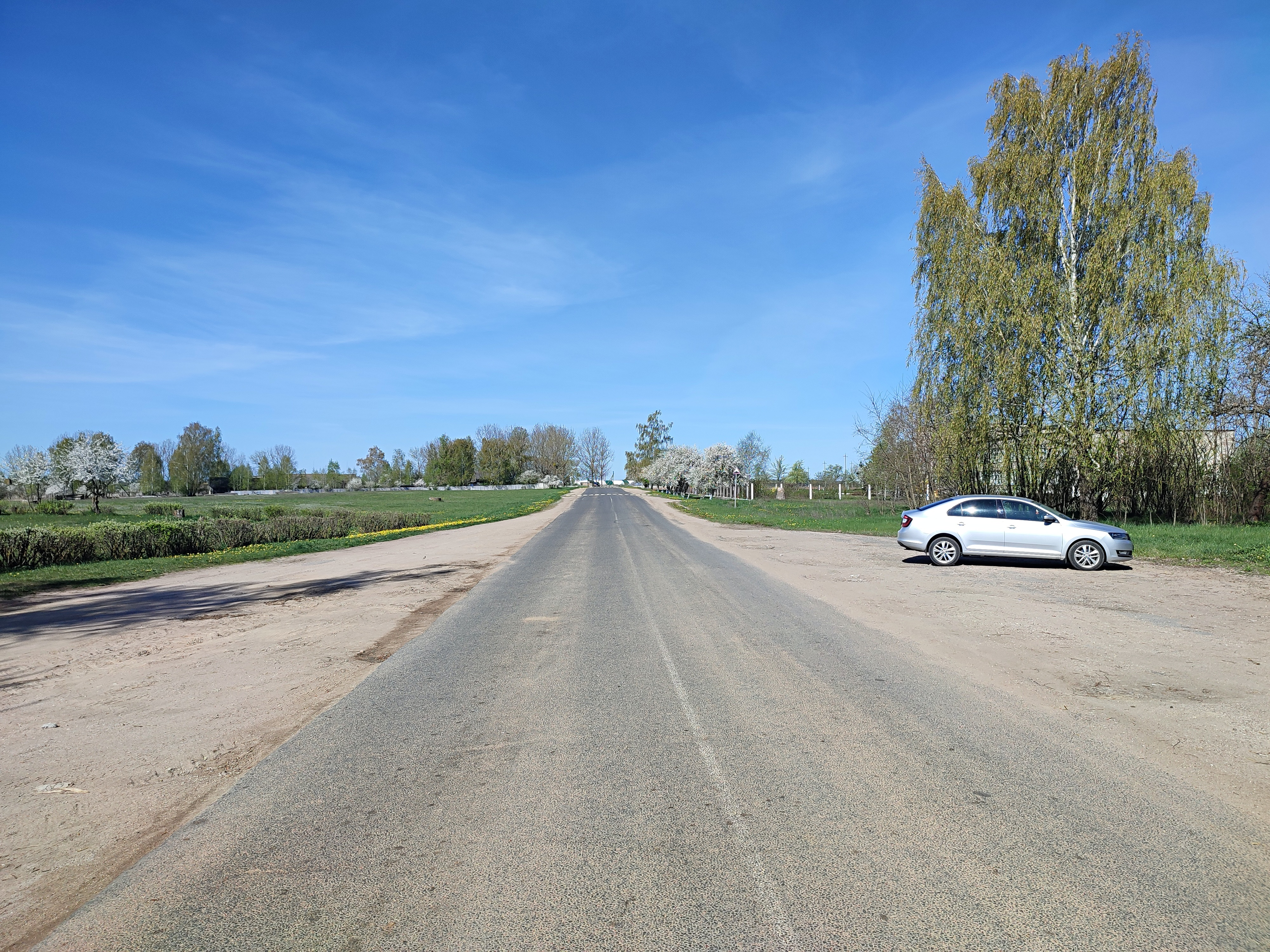
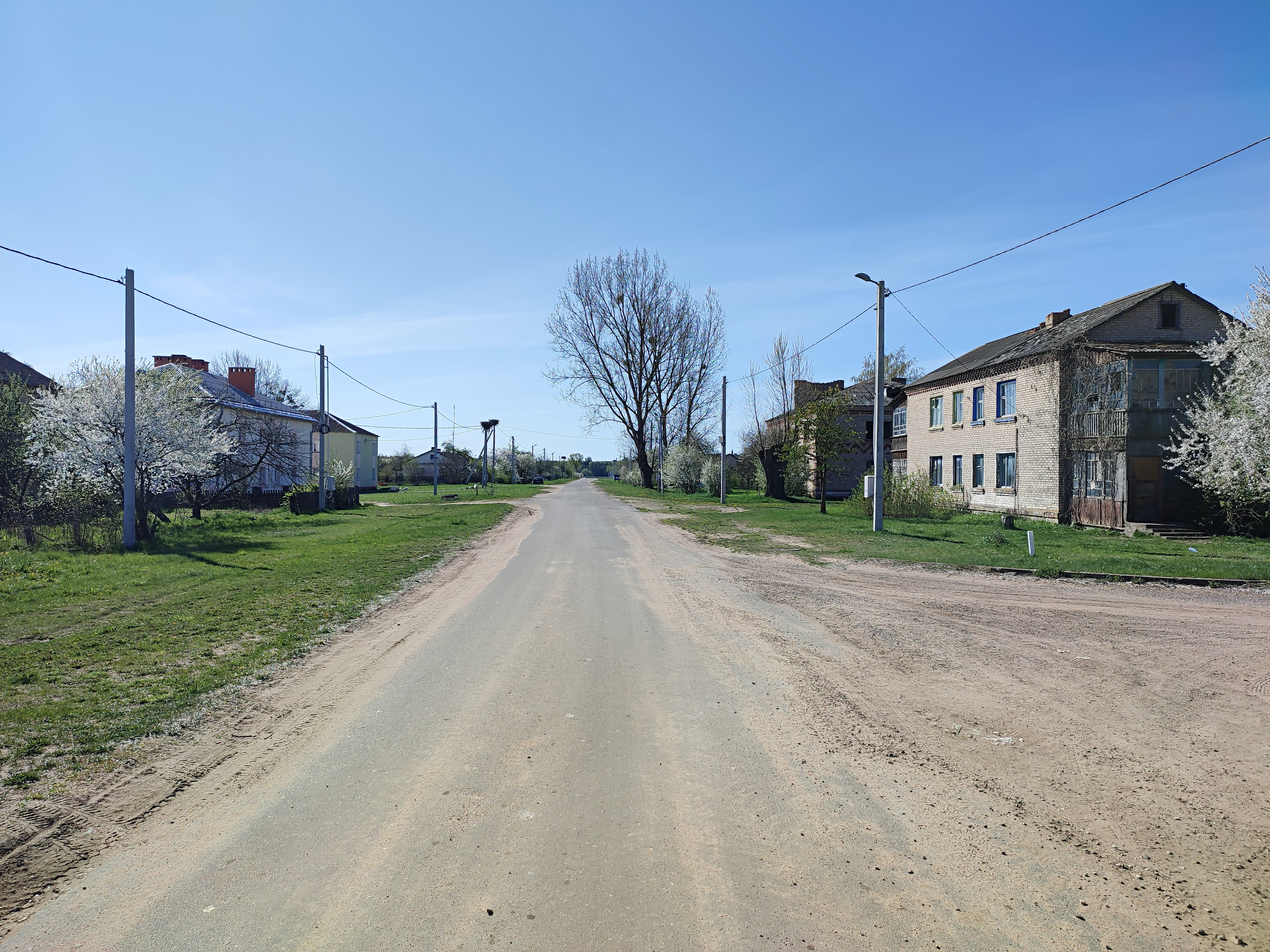
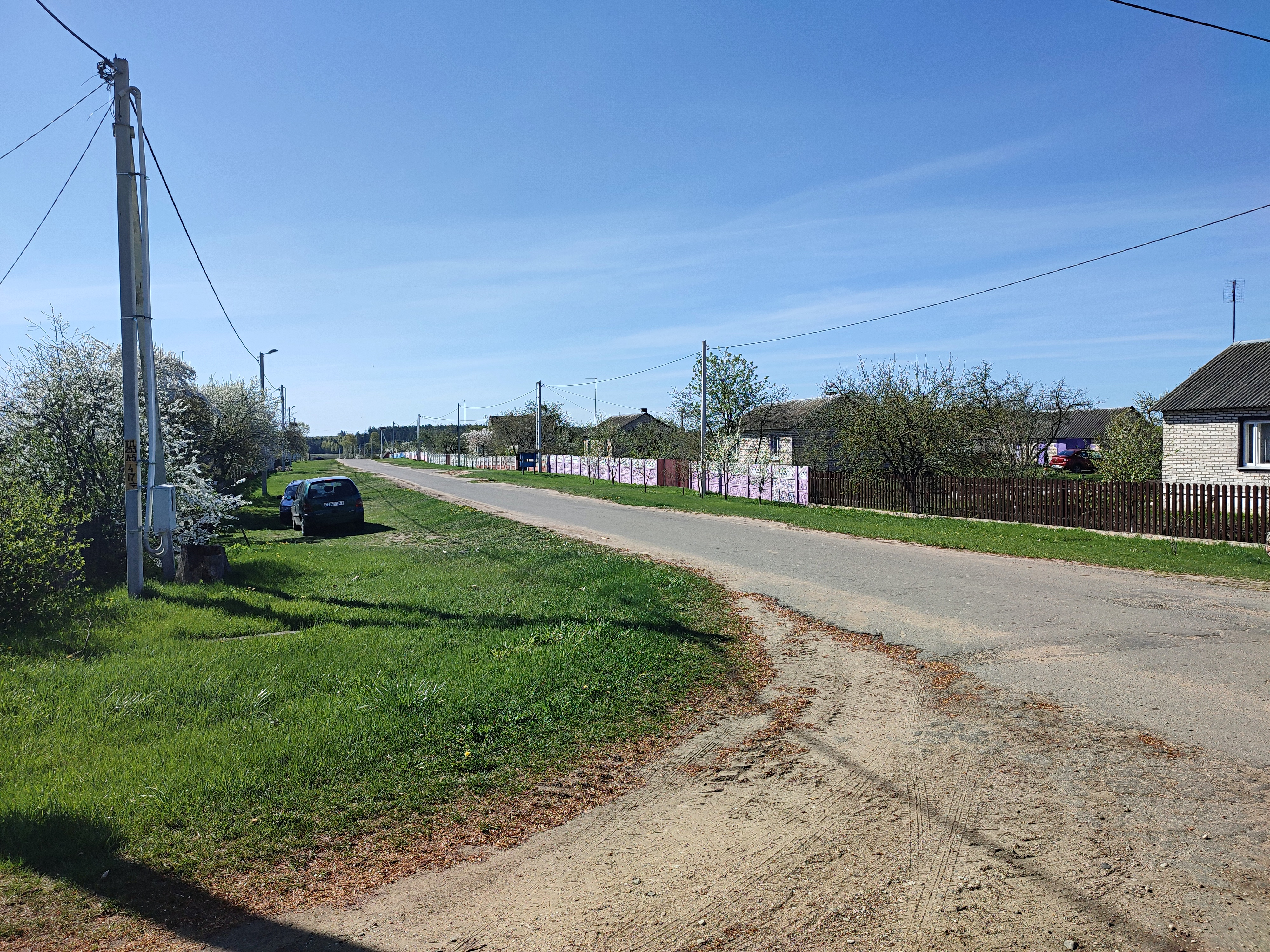
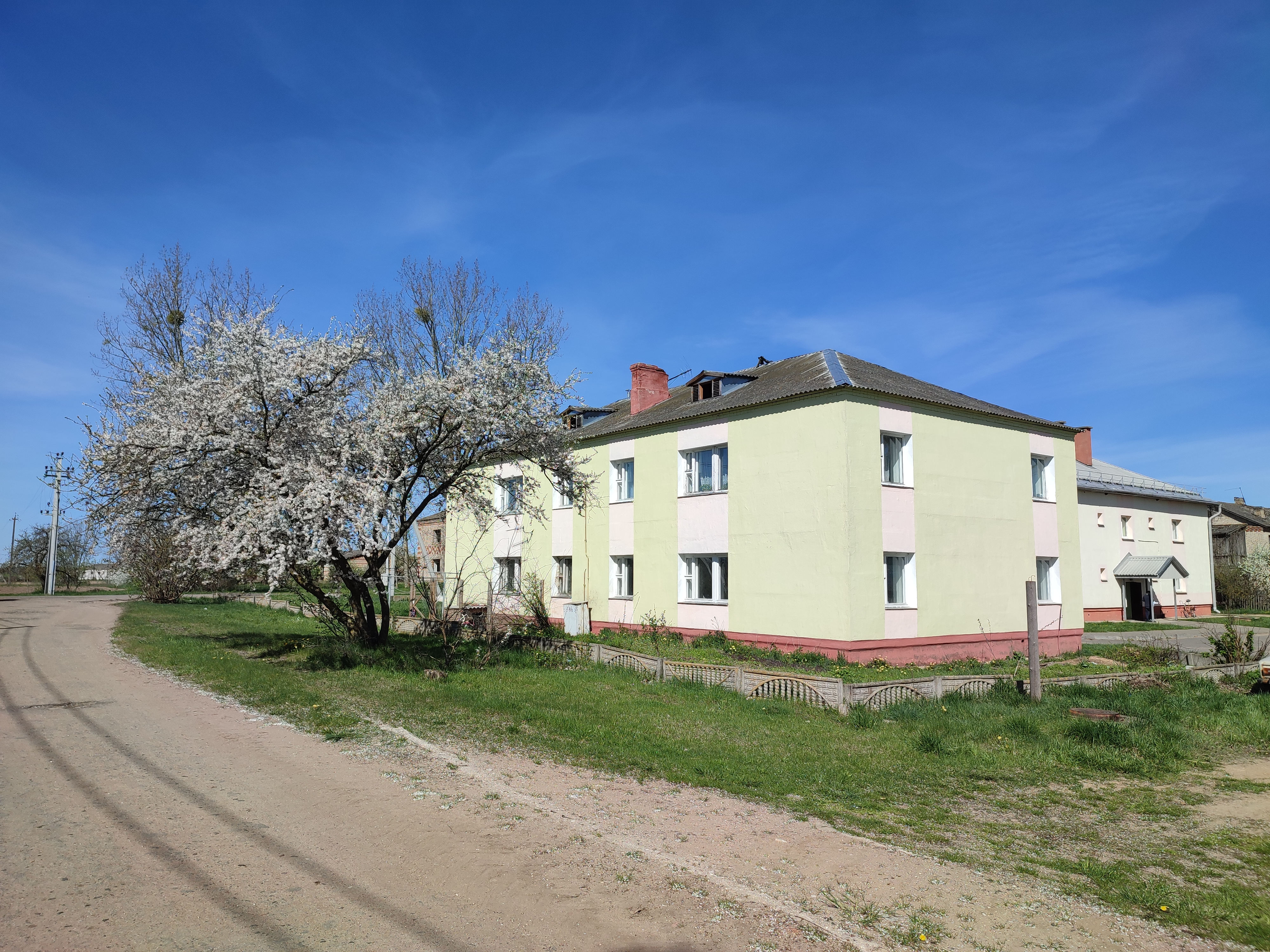
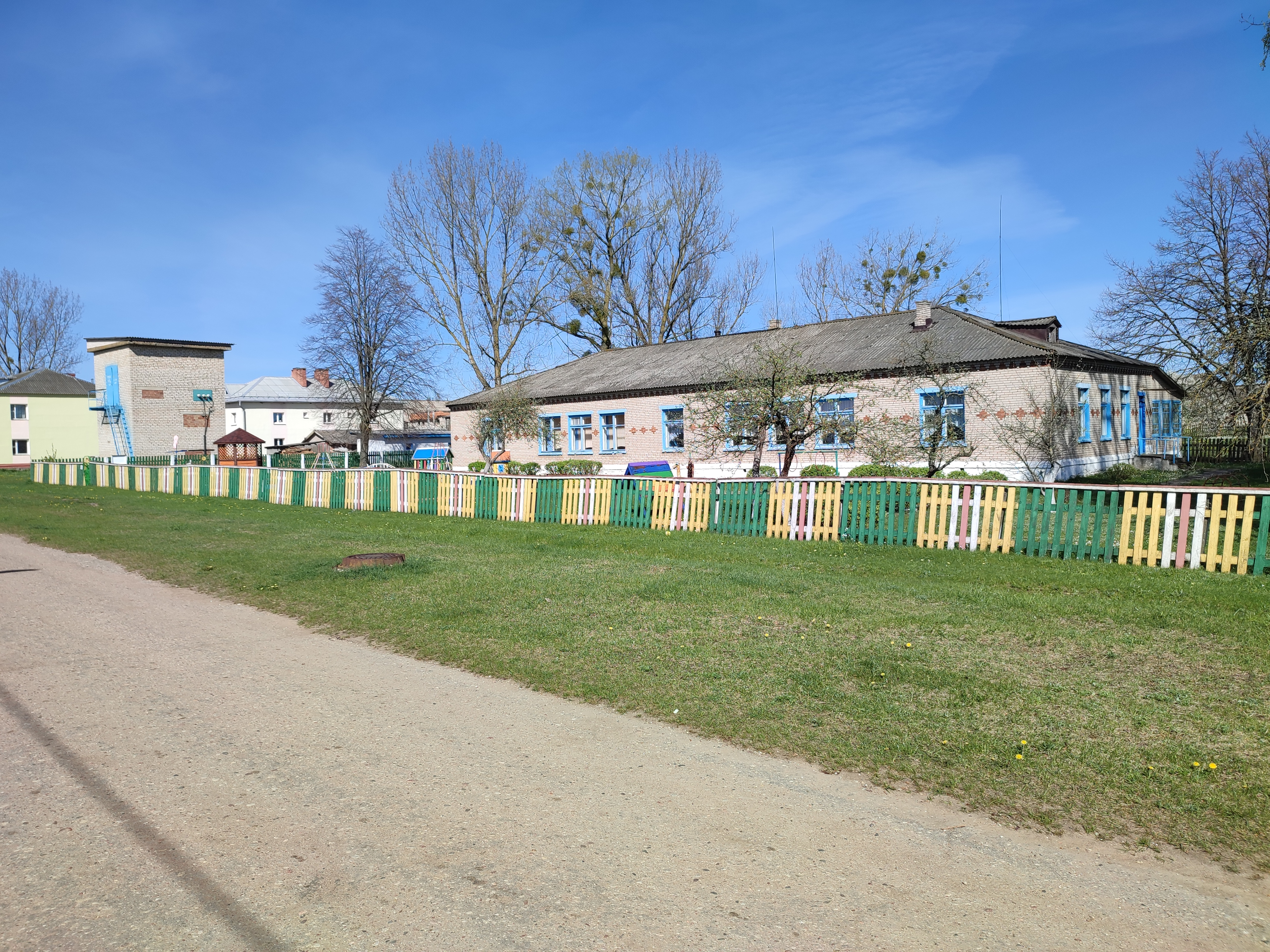
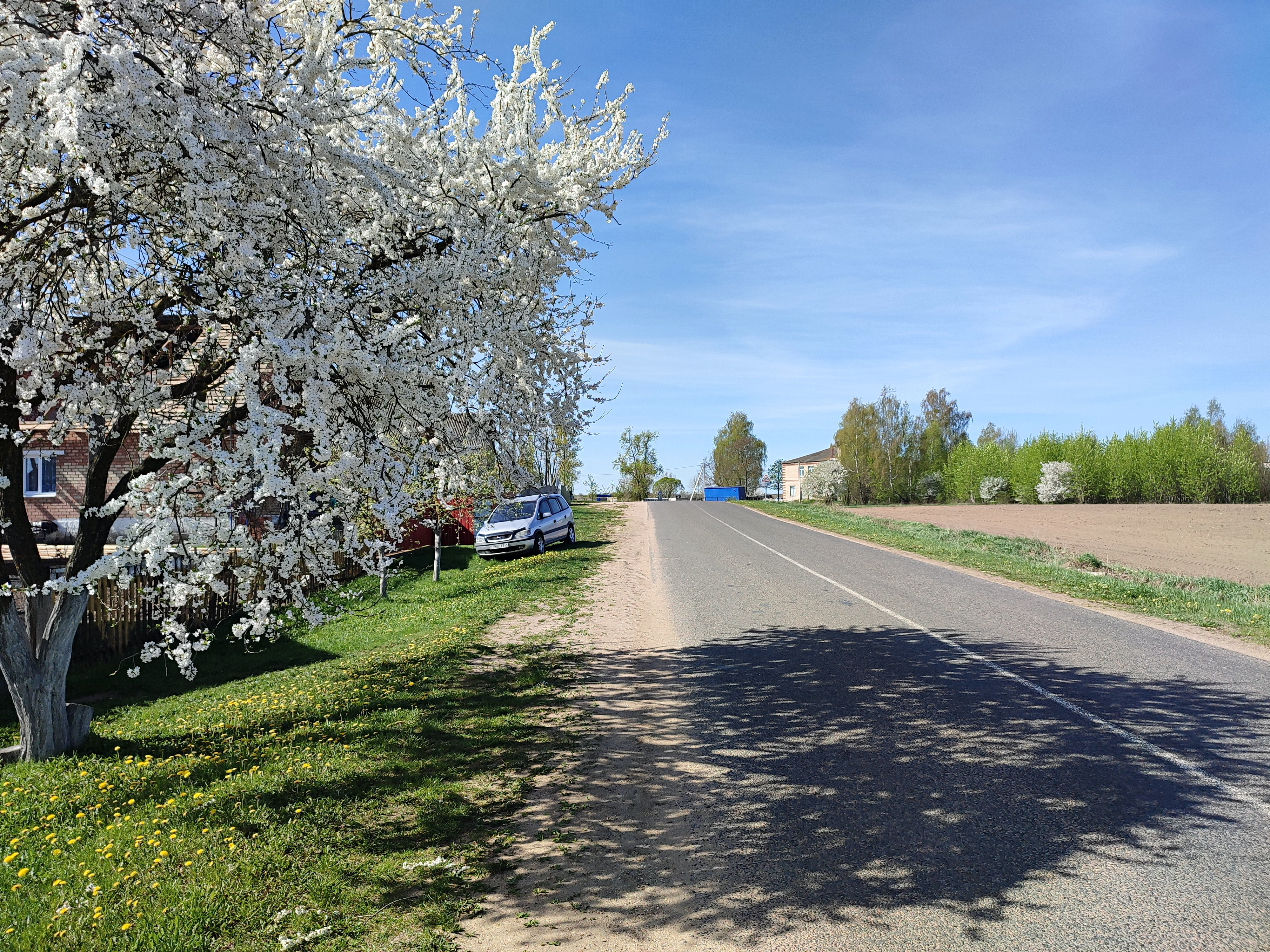
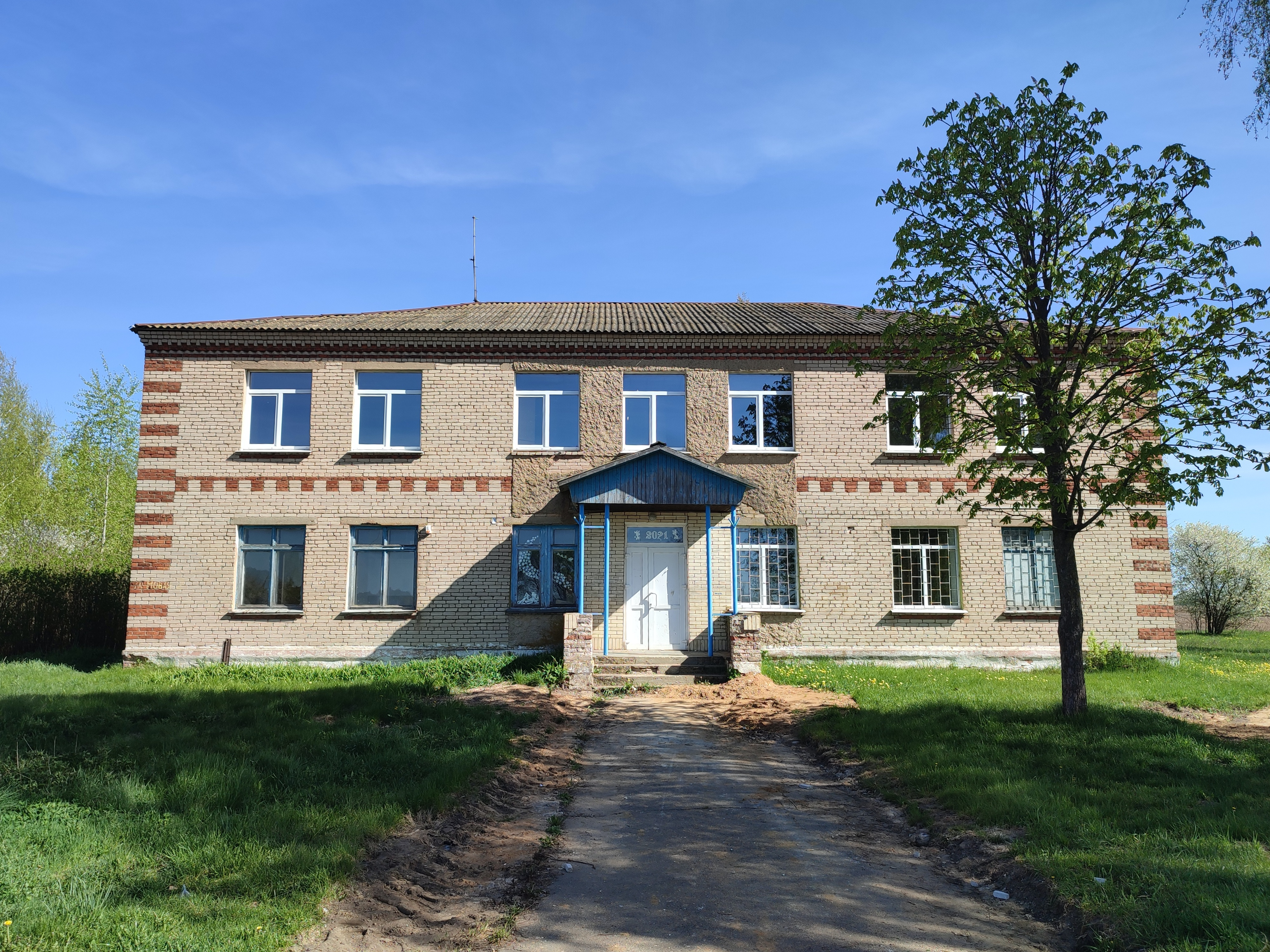

## Известные лица
- Бабареко, Адам Антонович (1899—1938) — белорусский советский писатель.
- Длугашевский, Константин Наумович — советский государственный деятель.
- Трацевский Иван Степанович — первый послевоенный директор школы. Участник Великой Отечественной войны. Похоронен в Слобода-Кучинка.